# Вранешницкий апостол
Вранешницкий апостол — средноболгарский литературный памятник XIII века. Хранится в Архиве Хорватской академии наук, шифр III.a.48.
Рукопись представляет собой часть кириллического полного апостола второй половины XIII века. Обнаружена в селе Вранещица, община Кичево, чье имя и носит, и была отправлена хорватскому писателю Антуну Михановичу. Рукопись содержит фрагменты из Деяний апостолов (A1:1-17:15 с двумя пропусками: A14:4-15:13, А15:37-16:35). Рукопись переписали с архаичного оригинала, в котором есть следы охридской глаголической традиции — прежде всего, в лексике краткоапракосных чтений, а также дополнения оригинала, связанные с традицией Преславской школы. Вранешницкий апостол входит в чисто редких апостолов первой редакции с полным текстом. Язык рукописи отличается одноеровой орфографией — используется только ь, тенденция к использованию только ѧ, ограниченное смешивание юсов под влиянием охридской традиции, свидетельство произношения ѫ как у. Рукопись была изучена и опубликована Блаже Конески.